# ВТБ јунајтед лига 2009/10.
ВТБ јунајтед лига 2009/10. била је prva комплетна сезона ВТБ јунајтед лиге. Почела је у октобру 2009. године првим колом регуларног дела сезоне, а завршила се у јануару 2010. године финалном утакмицом.
ЦСКА је одбранио шампионску титулу победивши у финалу екипу УНИКС-а.

## Формат
У регуларном делу сезоне тимови су били подељени у две групе од по 4 екипа. По две првопласиране екипе из обе групе оствариле су пласман на фајнал фор. Домаћин фајнал фора био је Жалгирис из Каунаса .

## Групна фаза
|  | Пласман на фајнал фор |

### Група А
|    | Екипа  | Игр. | Поб. | Изг. | П+  | П-  | П+/- |
| -- | ------ | ---- | ---- | ---- | --- | --- | ---- |
| 1. | УНИКС  | 6    | 5    | 1    | 500 | 443 | +57  |
| 2. | Химки  | 6    | 4    | 2    | 495 | 443 | +52  |
| 3. | Доњецк | 6    | 3    | 3    | 475 | 486 | −11  |
| 4. | ВЕФ    | 6    | 0    | 6    | 438 | 536 | −98  |

1. коло
| 14. октобар 2009 18:00 |                                                                                   | ВЕФ | 72 : 76                                                                   | УНИКС | Арена Рига, Рига |  |
| 14. октобар 2009 18:00 | Четвртине: 21–23, 13–20, 18–15, 20–18                                             |     |                                                                           |       | Арена Рига, Рига |  |
| 14. октобар 2009 18:00 | Поени: Ингус Банкевицс 16 Скокови: Арнас Лабуцкас 8 Асистенције: Арнас Лабуцкас 4 |     | Марко Поповић, Владимир Веременко 14 Крешимир Лончар 8 Пјотр Самојленко 3 |       | Арена Рига, Рига |  |

| 15. октобар 2009 19:00 |                                                                              | Доњецк | 70 : 69                                            | Химки |  |  |
| 15. октобар 2009 19:00 | Четвртине: 23–19, 18–25, 10–18, 19–7                                         |        |                                                    |       |  |  |
| 15. октобар 2009 19:00 | Поени: Марк Пери 15 Скокови: Кристофер Овенс 10 Асистенције: Три играча по 2 |        | Тимофеј Мозгов 17 Паулијус Јанкунас 8 Раул Лопез 4 |       |  |  |

2. коло
| 30. октобар 2009 |                                                                      | Доњецк | 78 : 98                                          | УНИКС | Арена Дружба, Доњецк Гледаоци: 2.700 Судије: Махмет Кесератар, Димитриј Гологанов, Марек Цмикевич |  |
| 30. октобар 2009 | Четвртине: 22–34, 22–24, 16–20, 18–20                                |        |                                                  |       | Арена Дружба, Доњецк Гледаоци: 2.700 Судије: Махмет Кесератар, Димитриј Гологанов, Марек Цмикевич |  |
| 30. октобар 2009 | Поени: Марк Пери 14 Скокови: Пи Џеј Такер 6 Асистенције: Марк Пери 3 |        | Марко Поповић 30 Игор Замански 7 Марко Поповић 6 |       | Арена Дружба, Доњецк Гледаоци: 2.700 Судије: Махмет Кесератар, Димитриј Гологанов, Марек Цмикевич |  |

| 1. новембар 2009 18:00 |                                                                                         | Химки | 103 : 66                                         | ВЕФ | Спортска дворана Новатор, Химки Гледаоци: 2.000 Судије: Зоран Сутуловић, Елијас Коромилас, Борис Рижик |  |
| 1. новембар 2009 18:00 | Четвртине: 22–8, 24–17, 35–18, 22–23                                                    |       |                                                  |     | Спортска дворана Новатор, Химки Гледаоци: 2.000 Судије: Зоран Сутуловић, Елијас Коромилас, Борис Рижик |  |
| 1. новембар 2009 18:00 | Поени: Робертас Јавтокас 17 Скокови: Паулијус Јанкунас 8 Асистенције: Виталиј Фридзон 9 |       | Ингус Банкевицс 16 Иван Нељубов 9 Алекс Ренфро 4 |     | Спортска дворана Новатор, Химки Гледаоци: 2.000 Судије: Зоран Сутуловић, Елијас Коромилас, Борис Рижик |  |

3. коло
| 18. новембар 2009 17:00 |                                                                            | ВЕФ | 76 : 86                                    | Доњецк | Арена Рига, Рига |  |
| 18. новембар 2009 17:00 | Четвртине: 23–22, 15–22, 13–15, 25–27                                      |     |                                            |        | Арена Рига, Рига |  |
| 18. новембар 2009 17:00 | Поени: Алекс Ренфро 28 Скокови: Иван Нељубов 9 Асистенције: Алекс Ренфро 9 |     | Рикардо Марш 23 Пи Џеј Такер 8 Марк Пери 4 |        | Арена Рига, Рига |  |

| 18. новембар 2009 19:00 |                                                                                     | УНИКС | 82 : 69                             | Химки | Баскет хол, Казањ Судије: Александар Горшков, Игор Деменков, Сергеј Михаилов |  |
| 18. новембар 2009 19:00 | Четвртине: 28–29, 16–15, 23–8, 15–17                                                |       |                                     |       | Баскет хол, Казањ Судије: Александар Горшков, Игор Деменков, Сергеј Михаилов |  |
| 18. новембар 2009 19:00 | Поени: Саулијус Штомбергас 17 Скокови: Игор Замански 9 Асистенције: Марко Поповић 3 |       | Кели Макарти 19 Робертас Јавтокас 3 |       | Баскет хол, Казањ Судије: Александар Горшков, Игор Деменков, Сергеј Михаилов |  |

4. коло
| 5. децембар 2009 18:00 |                                                                                         | Химки | 78 : 68                                                     | Доњецк | Спортска дворана Новатор, Химки Гледаоци: 3.000 Судије: Ромаулдас Бразаускас, Олег Латишевс, Димитриј Гологанов |  |
| 5. децембар 2009 18:00 | Четвртине: 17–16, 24–15, 23–16, 14–21                                                   |       |                                                             |        | Спортска дворана Новатор, Химки Гледаоци: 3.000 Судије: Ромаулдас Бразаускас, Олег Латишевс, Димитриј Гологанов |  |
| 5. децембар 2009 18:00 | Поени: Паулијус Јанкунас 16 Скокови: Робертас Јавтокас 9 Асистенције: Виталиј Фридзон 4 |       | Пи Џеј Такер 19 Кристофер Овенс, Пи Џеј Такер 8 Марк Пери 5 |        | Спортска дворана Новатор, Химки Гледаоци: 3.000 Судије: Ромаулдас Бразаускас, Олег Латишевс, Димитриј Гологанов |  |

| 5. децембар 2009 18:00 | | УНИКС | 85 : 61                                                               | ВЕФ | Баскет хол, Казањ Гледаоци: 2.300 Судије: Томас Јасевичијус, Фјодор Дмитријев, Аре Халико |  |
| 5. децембар 2009 18:00 | Четвртине: 15–15, 23–14, 22–12, 25–20                                                                 |       |                                                                       |     | Баскет хол, Казањ Гледаоци: 2.300 Судије: Томас Јасевичијус, Фјодор Дмитријев, Аре Халико |  |
| 5. децембар 2009 18:00 | Поени: Марко Поповић 18 Скокови: Игор Замански, Саулијус Штомбергас 5 Асистенције: Пјотр Самојленко 5 |       | Арнас Лабуцкас 12 Јуријс Алексејевс 6 Ингус Банкевицс, Алекс Ренфро 3 |     | Баскет хол, Казањ Гледаоци: 2.300 Судије: Томас Јасевичијус, Фјодор Дмитријев, Аре Халико |  |

5. коло
| 19. децембар 2009 19:00 |                                                                                     | УНИКС | 85 : 77                                               | Доњецк | Баскет хол, Казањ Гледаоци: 2.500 Судије: Јурис Кокаинис, Арнис Озолс, Роберт Лотермозер |  |
| 19. децембар 2009 19:00 | Четвртине: 24–20, 17–25, 21–9, 23–23                                                |       |                                                       |        | Баскет хол, Казањ Гледаоци: 2.500 Судије: Јурис Кокаинис, Арнис Озолс, Роберт Лотермозер |  |
| 19. децембар 2009 19:00 | Поени: Артјом Кузјакин 21 Скокови: Игор Замански 14 Асистенције: Пјотр Самојленко 6 |       | Артур Дроздов 22 Милутин Алексић 8 Андријус Мажутис 4 |        | Баскет хол, Казањ Гледаоци: 2.500 Судије: Јурис Кокаинис, Арнис Озолс, Роберт Лотермозер |  |

| 19. децембар 2009 17:00 |                                                                            | ВЕФ | 83 : 90                                       | Химки | Арена Рига, Рига Гледаоци: 1.000 Судије: Владимир Драбиковски, Дариуш Ленчовски, Аре Халико |  |
| 19. децембар 2009 17:00 | Четвртине: 23–22, 14–27, 24–24, 22–17                                      |     |                                               |       | Арена Рига, Рига Гледаоци: 1.000 Судије: Владимир Драбиковски, Дариуш Ленчовски, Аре Халико |  |
| 19. децембар 2009 17:00 | Поени: Алекс Ренфро 30 Скокови: Иван Нељубов 6 Асистенције: Алекс Ренфро 9 |     | Кели Макарти 19 Кели Макарти 9 Кит Лангфорд 5 |       | Арена Рига, Рига Гледаоци: 1.000 Судије: Владимир Драбиковски, Дариуш Ленчовски, Аре Халико |  |

6. коло
| 22. децембар 2009 19:00 |                                                                             | Химки | 86 : 74                                                 | УНИКС | Спортска дворана Новатор, Химки Гледаоци: 2.500 Судије: Елијас Коромилас, Борис Рижик, Томас Јасевичијус |  |
| 22. децембар 2009 19:00 | Четвртине: 23–19, 18–12, 22–19, 23–24                                       |       |                                                         |       | Спортска дворана Новатор, Химки Гледаоци: 2.500 Судије: Елијас Коромилас, Борис Рижик, Томас Јасевичијус |  |
| 22. децембар 2009 19:00 | Поени: Кит Лангфорд 37 Скокови: Кит Лангфорд 8 Асистенције: Три играча по 3 |       | Крешимир Лончар 19 Крешимир Лончар 7 Четири играча по 2 |       | Спортска дворана Новатор, Химки Гледаоци: 2.500 Судије: Елијас Коромилас, Борис Рижик, Томас Јасевичијус |  |

| 9. јануар 2010 15:00 |                                                                                   | Доњецк | 96 : 80                                                | ВЕФ | Арена Дружба, Доњецк |  |
| 9. јануар 2010 15:00 | Четвртине: 27–12, 21–13, 29–20, 19–35                                             |        |                                                        |     | Арена Дружба, Доњецк |  |
| 9. јануар 2010 15:00 | Поени: Кристофер Овенс 23 Скокови: Кристофер Овенс 9 Асистенције: Три играча по 3 |        | Арнас Лабуцкас 21 Арнас Лабуцкас 10 Четири играча по 2 |     | Арена Дружба, Доњецк |  |

### Група Б
|    | Екипа       | Игр. | Поб. | Изг. | П+  | П-  | П+/- |
| -- | ----------- | ---- | ---- | ---- | --- | --- | ---- |
| 1. | ЦСКА Москва | 6    | 5    | 1    | 507 | 392 | +115 |
| 2. | Жалгирис    | 6    | 5    | 1    | 477 | 411 | +66  |
| 3. | Азовмаш     | 6    | 2    | 4    | 469 | 487 | −18  |
| 4. | Калев       | 6    | 0    | 6    | 370 | 533 | −163 |

1. коло
| 15. октобар 2009 18:45 |                                                                       | Калев | 61 : 100                                                   | Азовмаш | Саку Сурхал арена, Талин |  |
| 15. октобар 2009 18:45 | Четвртине: 4–21, 17–24, 19–33, 21–22                                  |       |                                                            |         | Саку Сурхал арена, Талин |  |
| 15. октобар 2009 18:45 | Поени: Раит Керлес 23 Скокови: Герт Дорбек 6 Асистенције: Танел Сок 4 |       | Симонас Серапинас 21 Ерик Данијелс 8 Олександр Скутелник 4 |         | Саку Сурхал арена, Талин |  |

| 15. октобар 2009 20:00 |                                                                                         | ЦСКА Москва | 90 : 74                                                                | Жалгирис | Универзални спортски комплекс ЦСКА, Москва Гледаоци: 3.500 Судије: Илија Белошевић, Олег Латишев, Владимир Драбиковски |  |
| 15. октобар 2009 20:00 | Четвртине: 20–20, 24–18, 24–21, 22–15                                                   |             |                                                                        |          | Универзални спортски комплекс ЦСКА, Москва Гледаоци: 3.500 Судије: Илија Белошевић, Олег Латишев, Владимир Драбиковски |  |
| 15. октобар 2009 20:00 | Поени: Андреј Воронцевич 16 Скокови: Андреј Воронцевич 6 Асистенције: Трејџан Лангдон 5 |             | Мантас Калнијетис, Даинијус Шаленга 18 Травис Вотсон 14 Маркус Браун 5 |          | Универзални спортски комплекс ЦСКА, Москва Гледаоци: 3.500 Судије: Илија Белошевић, Олег Латишев, Владимир Драбиковски |  |

2. коло
| 31. октобар 2009 14:00 |                                                                                 | Азовмаш | 65 : 84                                             | ЦСКА Москва | Гледаоци: 2.000 Судије: Димитриј Гологанов, Махмет Кесератор, Марек Цмикевич |  |
| 31. октобар 2009 14:00 | Четвртине: 16–21, 19–20, 25–20, 5–23                                            |         |                                                     |             | Гледаоци: 2.000 Судије: Димитриј Гологанов, Махмет Кесератор, Марек Цмикевич |  |
| 31. октобар 2009 14:00 | Поени: Ерик Данијелс 16 Скокови: Хасан Ризвић 7 Асистенције: Роландас Јарутис 7 |         | Трејџан Лангдон 22 Виктор Хрјапа 11 Виктор Хрјапа 5 |             | Гледаоци: 2.000 Судије: Димитриј Гологанов, Махмет Кесератор, Марек Цмикевич |  |

| 1. новембар 2009 16:00 | | Жалгирис | 88 : 56                                                | Калев |  |  |
| 1. новембар 2009 16:00 | Четвртине: 10–13, 23–12, 26–15, 29–16                                                                                     |          |                                                        |       |  |  |
| 1. новембар 2009 16:00 | Поени: Жигимантас Јанавичијус 14 Скокови: Жигимантас Јанавичијус 6 Асистенције: Мартинас Поцјус, Жигимантас Јанавичијус 5 |          | Џош Акојон, Вилјар Вески 18 Џејсон Милер 8 Танел Сок 6 |       |  |  |

3. коло
| 18. новембар 2009 19:00 |                                                                                               | Жалгирис | 82 : 69                                                        | Азовмаш |  |  |
| 18. новембар 2009 19:00 | Четвртине: 21–22, 20–10, 24–22, 17–15                                                         |          |                                                                |         |  |  |
| 18. новембар 2009 19:00 | Поени: Маркус Браун 37 Скокови: Травис Вотсон 17 Асистенције: Маркус Браун, Мартинас Поцјус 4 |          | Хасан Ризвић 16 Ерик Данијелс, Еџике Угбоаџа 6 Ерик Данијелс 4 |         |  |  |

| 19. новембар 2009 18:45 |                                                                        | Калев | 63 : 85                                                | ЦСКА Москва | Саку Сурхал арена, Талин Гледаоци: 4.000 Судије: Иво Долинек, Петр Судек, Дариуш Ленчовски |  |
| 19. новембар 2009 18:45 | Четвртине: 18–21, 18–24, 13–24, 14–16                                  |       |                                                        |             | Саку Сурхал арена, Талин Гледаоци: 4.000 Судије: Иво Долинек, Петр Судек, Дариуш Ленчовски |  |
| 19. новембар 2009 18:45 | Поени: Раит Керлес 21 Скокови: Чарон Фишер 7 Асистенције: Кен Џонсон 3 |       | Рамунас Шишкаускас 17 Виктор Хрјапа 13 Виктор Хрјапа 5 |             | Саку Сурхал арена, Талин Гледаоци: 4.000 Судије: Иво Долинек, Петр Судек, Дариуш Ленчовски |  |

4. коло
| 5. децембар 2009 15:00 |                                                                                 | Азовмаш | 91 : 78                                             | Калев |  |  |
| 5. децембар 2009 15:00 | Четвртине: 25–20, 24–21, 22–16, 20–21                                           |         |                                                     |       |  |  |
| 5. децембар 2009 15:00 | Поени: Хасан Ризвић 29 Скокови: Хасан Ризвић 13 Асистенције: Роландас Јарутис 5 |         | Џош Акојон 19 Чарон Фишер 7 Танел Сок, Џош Акојон 5 |       |  |  |

| 6. децембар 2009 16:00 | | Жалгирис | 67 : 63                                                                           | ЦСКА Москва | Гледаоци: 4.015 Судије: Зоран Сутуловић, Елијас Коромилас, Борис Рижик |  |
| 6. децембар 2009 16:00 | Четвртине: 17–21, 17–13, 11–14, 22–15                                                                                  |          |                                                                                   |             | Гледаоци: 4.015 Судије: Зоран Сутуловић, Елијас Коромилас, Борис Рижик |  |
| 6. децембар 2009 16:00 | Поени: Маркус Браун 26 Скокови: Маркус Браун, Травис Вотсон 7 Асистенције: Жигимантас Јанавичијус, Мантас Калнијетис 3 |          | Зоран Планинић 26 Виктор Хрјапа, Зоран Планинић 6 Виктор Хрјапа, Зоран Планинић 4 |             | Гледаоци: 4.015 Судије: Зоран Сутуловић, Елијас Коромилас, Борис Рижик |  |

5. коло
| 19. децембар 2009 18:00 | | ЦСКА Москва | 98 : 69                                        | Азовмаш | Универзални спортски комплекс ЦСКА, Москва Гледаоци: 1.000 Судије: Ромуалдас Бразаускас, Петр Судек, Фјодор Дмитријев |  |
| 19. децембар 2009 18:00 | Четвртине: 23–17, 25–18, 27–16, 23–18                                                              |             |                                                |         | Универзални спортски комплекс ЦСКА, Москва Гледаоци: 1.000 Судије: Ромуалдас Бразаускас, Петр Судек, Фјодор Дмитријев |  |
| 19. децембар 2009 18:00 | Поени: Никита Курбанов 13 Скокови: Андреј Воронцевич, Виктор Хрјапа 8 Асистенције: Виктор Хрјапа 7 |             | Хасан Ризвић 20 Хасан Ризвић 9 Фредерик Хаус 3 |         | Универзални спортски комплекс ЦСКА, Москва Гледаоци: 1.000 Судије: Ромуалдас Бразаускас, Петр Судек, Фјодор Дмитријев |  |

| 20. децембар 2009 16:00 |                                                                                   | Калев | 58 : 82                                         | Жалгирис | Саку Сурхал арена, Талин |  |
| 20. децембар 2009 16:00 | Четвртине: 15–24, 14–21, 13–23, 16–14                                             |       |                                                 |          | Саку Сурхал арена, Талин |  |
| 20. децембар 2009 16:00 | Поени: Џош Акојон 17 Скокови: Раит Керлес 6 Асистенције: Танел Сок, Раит Керлес 2 |       | Травис Вотсон 24 Травис Вотсон 6 Маркус Браун 4 |          | Саку Сурхал арена, Талин |  |

```
6. коло
```

| 9. јануар 2010 14:00 |                                                                                 | Азовмаш | 75 : 84                                                                      | Жалгирис |  |  |
| 9. јануар 2010 14:00 | Четвртине: 23–17, 20–18, 20–27, 12–22                                           |         |                                                                              |          |  |  |
| 9. јануар 2010 14:00 | Поени: Хасан Ризвић 20 Скокови: Ерик Данијелс 8 Асистенције: Роландас Јарутис 5 |         | Мартинас Поцјус 28 Сим-Сандер Вене 7 Мантас Калнијетис, Тадас Климавичијус 4 |          |  |  |

| 10. јануар 2010 18:00 | | ЦСКА Москва | 87 : 54                                  | Калев | Универзални спортски комплекс ЦСКА, Москва Гледаоци: 2.000 Судије: Владимир Драбиковски, Самуел Бахар, Олег Латишевс |  |
| 10. јануар 2010 18:00 | Четвртине: 18–8, 17–23, 26–8, 26–15                                                                |             |                                          |       | Универзални спортски комплекс ЦСКА, Москва Гледаоци: 2.000 Судије: Владимир Драбиковски, Самуел Бахар, Олег Латишевс |  |
| 10. јануар 2010 18:00 | Поени: Александар Каун 21 Скокови: Александар Каун, Зоран Планинић 10 Асистенције: Виктор Хрјапа 8 |             | Џош Акојон 10 Раит Керлес 11 Танел Сок 4 |       | Универзални спортски комплекс ЦСКА, Москва Гледаоци: 2.000 Судије: Владимир Драбиковски, Самуел Бахар, Олег Латишевс |  |

## Фајнал фор
Фајнал фор је одигран 21. и 22. јануара 2010. године у Каунасу.
|  | Полуфинале              | Полуфинале |                         |    | Финале | Финале |
|  |                         |            |                         |    |        |        |
|  | 21. јануар 2010. Каунас |            |                         |    |        |        |
|  |                         |            |                         |    |        |        |
|  | ЦСКА Москва             | 71         |                         |    |        |        |
|  | ЦСКА Москва             | 71         | 22. јануар 2010. Каунас |    |        |        |
|  | Химки                   | 66         |                         |    |        |        |
|  | Химки                   | 66         | ЦСКА Москва             | 66 |        |        |
|  | 21. јануар 2010. Каунас |            | ЦСКА Москва             | 66 |        |        |
|  |                         | УНИКС      | 55                      |    |        |        |
|  | УНИКС                   | УНИКС      | 55                      | 75 |        |        |
|  | УНИКС                   |            |                         | 75 |        |        |
|  | Жалгирис                | 65         |                         |    |        |        |
|  | Жалгирис                | 65         | 3. место                |    |        |        |
|  |                         |            |                         |    |        |        |
|  | 22. јануар 2010. Каунас |            |                         |    |        |        |
|  |                         |            |                         |    |        |        |
|  | ПАОК                    | 72         |                         |    |        |        |
|  | ПАОК                    | 72         |                         |    |        |        |
|  | Жалгирис                | 78         |                         |    |        |        |

| Првак ВТБ јунајтед лиге 2009/10. |
| -------------------------------- |
| ЦСКА Москва Русија 2. титула     |

### Полуфинале
| 21. јануар 2010 18:00 |                                                                                      | ЦСКА Москва | 71 : 66                                               | Химки | Спортска хала, Каунас Гледаоци: 5.000 Судије: Самуел Бахар, Елијас Коромилас, Саша Пукл |  |
| 21. јануар 2010 18:00 | Четвртине: 14–12, 15–21, 24–20, 18–13                                                |             |                                                       |       | Спортска хала, Каунас Гледаоци: 5.000 Судије: Самуел Бахар, Елијас Коромилас, Саша Пукл |  |
| 21. јануар 2010 18:00 | Поени: Зоран Планинић 16 Скокови: Рамунас Шишкаускас 7 Асистенције: Зоран Планинић 5 |             | Виталиј Фридзон 16 Тимофеј Мозгов 11 Карлос Кабезас 4 |       | Спортска хала, Каунас Гледаоци: 5.000 Судије: Самуел Бахар, Елијас Коромилас, Саша Пукл |  |

| 21. јануар 2010 21:00 |                                                                                   | УНИКС | 75 : 65                                                                    | Жалгирис | Спортска хала, Каунас Гледаоци: 5.000 Судије: Фабио Факини, Илија Белошевић, Олег Латишевс |  |
| 21. јануар 2010 21:00 | Четвртине: 20–17, 16–18, 19–9, 20–21                                              |       |                                                                            |          | Спортска хала, Каунас Гледаоци: 5.000 Судије: Фабио Факини, Илија Белошевић, Олег Латишевс |  |
| 21. јануар 2010 21:00 | Поени: Крешимир Лончар 20 Скокови: Крешимир Лончар 7 Асистенције: Марко Поповић 7 |       | Тадас Климавичијус 17 Тадас Климавичијус, Мирза Бегић 7 Александар Ћапин 4 |          | Спортска хала, Каунас Гледаоци: 5.000 Судије: Фабио Факини, Илија Белошевић, Олег Латишевс |  |

### Утакмица за 3. место
| 22. јануар 2010 18:30 |                                                                                            | Химки | 72 : 78                                             | Жалгирис | Спортска хала, Каунас Гледаоци: 5.000 Судије: Борис Рижик, Елијас Коромилас, Саша Пукл |  |
| 22. јануар 2010 18:30 | Четвртине: 12–24, 23–14, 18–16, 19–24                                                      |       |                                                     |          | Спортска хала, Каунас Гледаоци: 5.000 Судије: Борис Рижик, Елијас Коромилас, Саша Пукл |  |
| 22. јануар 2010 18:30 | Поени: Кит Лангфорд 20 Скокови: Кели Макарти, Тимофеј Мозгов 7 Асистенције: Кели Макарти 3 |       | Мартинас Поцјус 26 Марио Делаш 5 Александар Ћапин 4 |          | Спортска хала, Каунас Гледаоци: 5.000 Судије: Борис Рижик, Елијас Коромилас, Саша Пукл |  |

### Финале
| 22. јануар 2010 21:00 |                                                                                             | УНИКС | 55 : 66                                                                                          | ЦСКА Москва | Спортска хала, Каунас Гледаоци: 5.000 Судије: Самуел Бахар, Фабио Факини, Илија Белошевић |  |
| 22. јануар 2010 21:00 | Четвртине: 14–17, 11–22, 19–18, 11–9                                                        |       |                                                                                                  |             | Спортска хала, Каунас Гледаоци: 5.000 Судије: Самуел Бахар, Фабио Факини, Илија Белошевић |  |
| 22. јануар 2010 21:00 | Поени: Маћеј Лампе 21 Скокови: Маћеј Лампе 6 Асистенције: Марко Поповић, Пјотр Самојленко 3 |       | Џон Роберт Холден, Александар Каун 16 Попс Менса-Бонсу 6 Рамунас Шишкаускас, Андреј Воронцевич 3 |             | Спортска хала, Каунас Гледаоци: 5.000 Судије: Самуел Бахар, Фабио Факини, Илија Белошевић |  |

## Награде

### Најбоља петорка 1. кола
- МВП 1. кола[2] — Андреј Воронцевич  ЦСКА Москва
- Тимофеј Мозгов  Химки
- Кристофер Овенс  Доњецк
- Мартинас Мажеика  ВЕФ
- Марко Поповић  УНИКС

### Најбоља петорка 2. кола
- МВП 2. кола [3] - Марко Поповић  УНИКС
- Крешимир Лончар  УНИКС
- Виктор Хрјапа  ЦСКА Москва
- Робертас Јавтокас  Химки
- Жигимантас Јанавичијус  Жалгирис

### Најбоља петорка 3. кола
- МВП 3. кола [4] — Маркус Браун  Жалгирис
- Артур Дроздов  Доњецк
- Саулијус Штомбергас  УНИКС
- Виктор Хрјапа  ЦСКА Москва
- Алекс Ренфро  ВЕФ

### Најбоља петорка 4. кола
- МВП 4. кола [5] — Маркус Браун  Жалгирис
- Зоран Планинић  ЦСКА Москва
- Марко Поповић  УНИКС
- Паулијус Јанкунас  Химки
- Хасан Ризвић  Азовмаш

### Најбоља петорка 5. кола
- МВП 5. кола [6] — Виктор Хрјапа  ЦСКА Москва
- Кели Макарти  Химки
- Травис Вотсон  Жалгирис
- Игор Замански  УНИКС
- Алекс Ренфро  ВЕФ

### Најбоља петорка 6. кола
- МВП 6. кола [7] — Кит Лангфорд  Химки
- Мартинас Поцјус  Жалгирис
- Ерик Данијелс  Азовмаш
- Кристофер Овенс  Доњецк
- Александар Каун ( ЦСКА Москва)

### Најбоља петорка такмичења
- Крило —  Мартинас Поцјус ( Жалгирис)
- Крилни центар —  Маћеј Лампе ( УНИКС)
- Центар —  Александар Каун ( ЦСКА Москва)
- Бек —  Виталиј Фридзон ( Химки)
- Плејмејкер —  Марко Поповић ( УНИКС)
- МВП «Фајнал фора»[8]  Џон Роберт Холден ( ЦСКА Москва)